# Dawn
La missió Dawn consisteix en una sonda espacial de tipus Discovery llançada per la NASA i dirigida pel JPL de Califòrnia (EUA), amb la finalitat d'examinar el planeta nan Ceres i l'asteroide Vesta, localitzats al cinturó d'asteroides situat entre Mart i Júpiter. Fou llançada el 27 de setembre del 2007 i arribà a Vesta al juliol del 2011 i va arribar a Ceres el 2015.

## La missióDawn

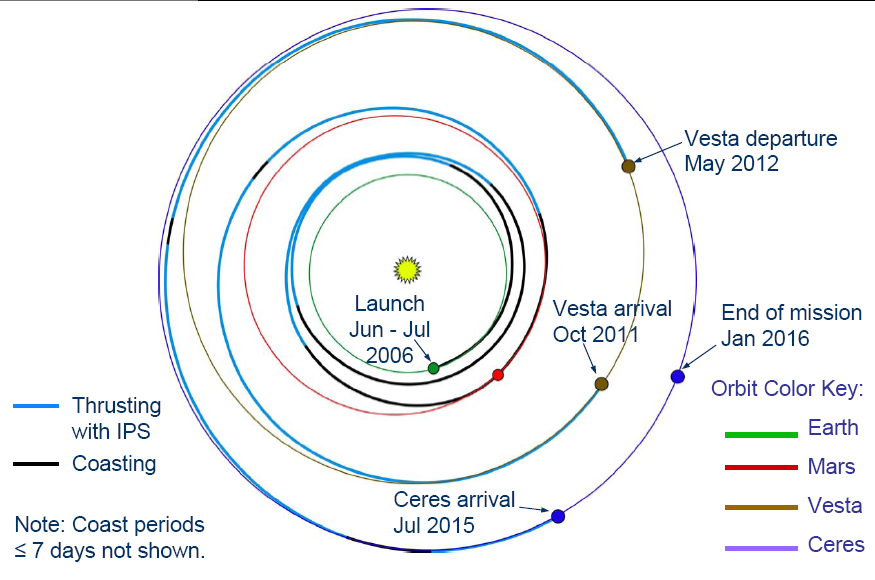
Trajectòria prevista per la sonda Dawn.

Observacions des de la Terra dels dos cossos objecte d'estudi de la sonda indiquen que tenen una composició bastant diferent un de l'altre i que romanen intactes des de la seva formació 4.600 milions d'anys enrere.
Inicialment, la nau espacial Dawn haurà d'interceptar i orbitar l'asteroide Vesta durant vuit mesos. Després la sonda es dirigirà cap a Ceres.
La sonda Dawn serà la primera sonda espacial estatunidenca amb fins purament científics propulsada per un propulsor d'ions, considerat el més avançat i eficient sistema de propulsió a l'espai.

## La nau
La nau espacial Dawn té forma de caixa (1,64x1,27x1,77 m) feta d'alumini i grafit compost amb un pes en sec de 747,1 kg i una massa amb combustible de 1.217,7 kg. El nucli de la nau és un cilindre de grafit compost, amb la hidrazina i els tancs de titani muntats a l'interior del xenó. El muntatge, l'accés, i altres grups són nucli de l'alumini amb cares d'alumini. Dues ales de panell solar amb una superfície de 19,7 m estan muntades a banda i banda de la nau. Una antena parabòlica d'alt guany d'1,52 m està muntada al davant de la nau en el mateix pla que els panells solars. Tres antenes de baix guany també estan muntades a la nau espacial. Un braç llarg de 5 m porta el magnetòmetre des del panell superior de la nau. També, a la part superior porta els instruments científics (la càmera, l'espectròmetre de cartografia, altímetre làser, rastrejadors d'estrelles, un espectròmetre de rajos gamma i un altre de neutrons).
Els dos panells solars de 2,3x8,3 m, amb cèl·lules de triple unió InGaP/InGaAs/Ge, proporcionen 10.000 W a 1 ua (1.000 W al final de la vida a 3 ua) per alimentar la nau (22-35 V) i el sistema de propulsió solar elèctrica d'ions (80-140 V). L'energia s'emmagatzema en una bateria de 35 A/h de NiH₂. La propulsió d'ions es compon de tres propulsors d'ions i es basa a la nau Deep Space 1, que utilitza xenó ionitzat i accelerat per elèctrodes. Els motors d'ions de xenó tenen un empenyiment màxim de 2,6 kW de potència d'entrada de 92 mn i un impuls específic de 3.200 a 1.900 s. Els propulsors de 30 cm de diàmetre són de dos eixos de Cardan muntats a la base de la nau. El tanc de xenó conté 425 kg de combustible en el moment del llançament.
El control d'actitud es manté per les rodes de reacció i dotze motors de 0,9 N d'hidrazina col·locats al voltant de la nau espacial. El tanc d'hidrazina conté 45,6 kg de propel·lent en el moment del llançament. Els propulsors d'hidrazina també s'utilitzen per les maniobres d'inserció orbital. L'actitud utilitza rastrejadors d'estrelles i giroscopis. El control tèrmic utilitza tubs de calor d'amoníac i persianes, i necessita aproximadament 200 W a 3 ua. Les comunicacions són de banda X i utilitzen antenes de baix, mig i alt guany i una antena omnidireccional, utilitzant un amplificador de 100 W amb tub d'ones. El sistema de control i gestió de dades utilitza un processador de RAD6000, amb 8 Gb de memòria principal i un bus de dades Mil-STD-1553B. La transmissió de dades és de 7,8 b/s a 2,0 kb/s i la recepció de 10 b/s a 124 kb/s.

## Llançament

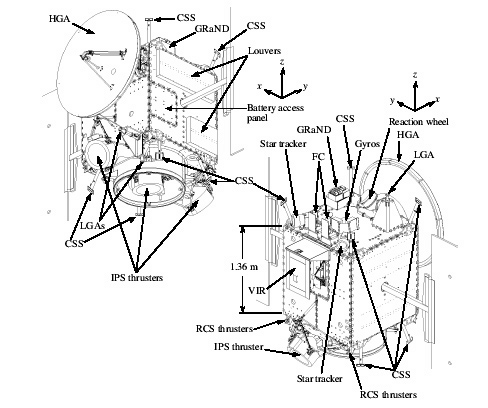
Diagrama de la sonda Dawn.

La sonda fou programada pel seu llançament mitjançant un coet Delta 7925-H des de la plataforma de llançament 17-B de Cap Canaveral. El 10 d'abril del 2007, la sonda arribà a Titusville (Florida), on fou preparada pel seu llançament a les instal·lacions de SPACEHAB Inc.. El llançament, programat pel 20 de juny, es retardà fins al dia 30 per diversos problemes. El trencament d'una grua a la zona de llançament retardà una setmana més el llançament, fins al 7 de juliol. Més problemes i el mal temps provocaren retards successius fins al 8 de juliol, després el 15 i finalment fins al 26 de setembre, per evitar la coincidència amb el llançament de la missió Phoenix a Mart.
Un nou retard pel mal temps situà la data el 27 de setembre. Finalment la sonda fou llançada, no sense abans patir un nou ensurt causat per un vaixell que envaí la zona d'exclusió poc abans del llançament. La sonda abandonà la plataforma de llançament a les 11:34 GMT.

## Primera etapa
Després del llançament la nau espacial realitzà una encesa inicial del seu propulsor d'ions durant 11 dies. Dawn començà la propulsió de creuer el 17 de desembre del 2007. El 31 d'octubre del 2008, Dawn completà la primera etapa de propulsió pel recorregut cap a Mart on realitzà un sobrevol per una assistència gravitatòria el febrer del 2009. Durant aquesta fase de primer creuer interplanetari, Dawn passà 270 dies, o un 85% del temps d'aquesta etapa, amb els propulsors encesos. Es gastaren menys de 72 quilograms de xenó propulsor per un canvi total de la velocitat d'1,81 quilòmetres per segon. El 20 de novembre del 2008, Dawn realitzà la seva primera maniobra de correcció de trajectòria (TCM-1), disparant el seu propulsor durant 2 hores i 11 minuts. Després de la conjunció solar de Dawn, es determinà que no calia una maniobra de correcció de curs originalment programada pel gener del 2009.

## Sobrevol de Mart

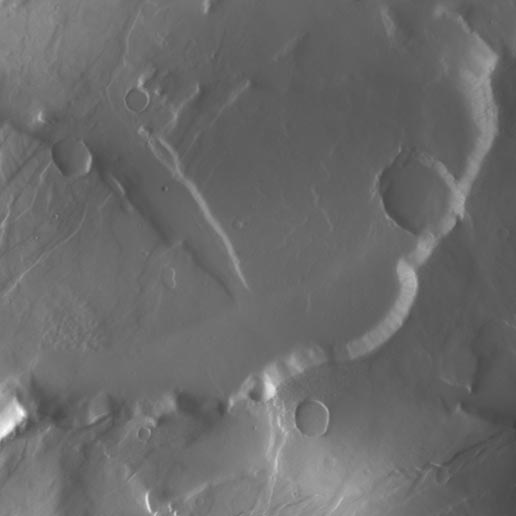
Imatge de Tempe Terra, a Mart, presa per la sonda Dawn durant el seu sobrevol.

La sonda sobrevolà Mart a les 00:28 GMT del 18 de febrer del 2009, a una distància mínima de 549 km. El canvi de velocitat produït en el sobrevol fou de 9.330 km/h, un canvi equivalent a l'ús de 104 kg de propel·lent xenó. Aquell dia la nau passà a manera de protecció, cosa que resultà en una pèrdua d'adquisició de dades. La nau espacial comunicà estar de nou en ple funcionament dos dies més tard, sense cap impacte posterior en la missió. La causa de l'esdeveniment fou un error de programació de programari.
Durant la trobada s'activaren una de les càmeres i l'instrument GRaND de mesurament de partícules i rajos gamma per realitzar mesuraments de Mart en conjunt amb les naus que orbiten el planeta.

## Aproximació a Vesta
El 3 de maig del 2011, la Dawn prengué la seva primera imatge de Vesta a una distància d'1.200.000 quilòmetres i començà la seva fase d'aproximació a l'asteroide. El 12 de juny, la Dawn realitzà una frenada de la seva velocitat relativa respecte a Vesta per la seva inserció orbital 34 dies després.
Estava prevista la inserció orbital de la Dawn a les 05:00 UTC del 16 de juliol després d'un període impuls amb els seus motors d'ions. Com que la seva antena estava apuntant lluny de la Terra durant la propulsió, els científics no pogueren confirmar tot seguit l'èxit de la maniobra de la Dawn. La nau espacial aleshores començà a reorientar-se i tenia previst fer una transmissió a les 06:30 UTC del 17 de juliol. La NASA confirmà més tard que havia rebut la telemetria de la Dawn que indicava que la nau havia entrat amb èxit en òrbita al voltant de Vesta.

## Programa de vol previst
- Llançament: 27 de setembre del 2007
- Assistència gravitacional a Mart: 17 de febrer del 2009.
- Arribada a Vesta: 16 de juliol del 2011
- Marxa de Vesta: juliol del 2012
- Arribada a Ceres: febrer del 2015
- Fi de la missió: juliol del 2015